# ملیتو دی ناپولی
ملیتو دی ناپولی (به ایتالیایی: Melito di Napoli) یک کومونه در ایتالیا است که در استان ناپل واقع شده‌است.

## خصوصیات
ملیتو دی ناپولی ۳٫۷ کیلومترمربع مساحت و ۳۶٬۰۳۱ نفر جمعیت دارد.